# 朵玛

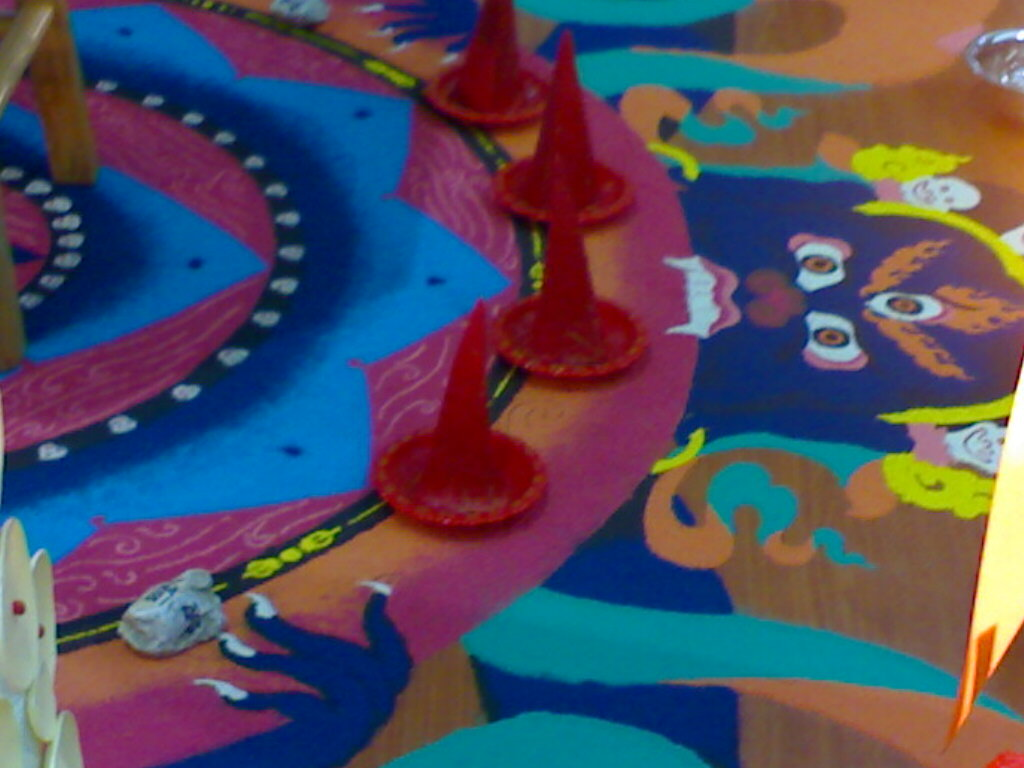
放置在沙坛城上的紅朵玛（瑪朵）

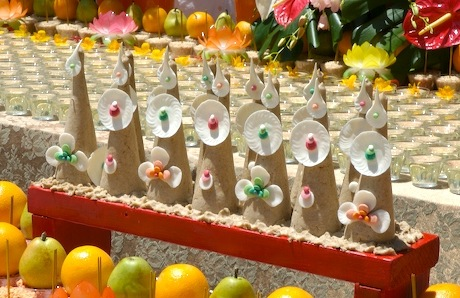
供桌上的白朵玛（噶朵）

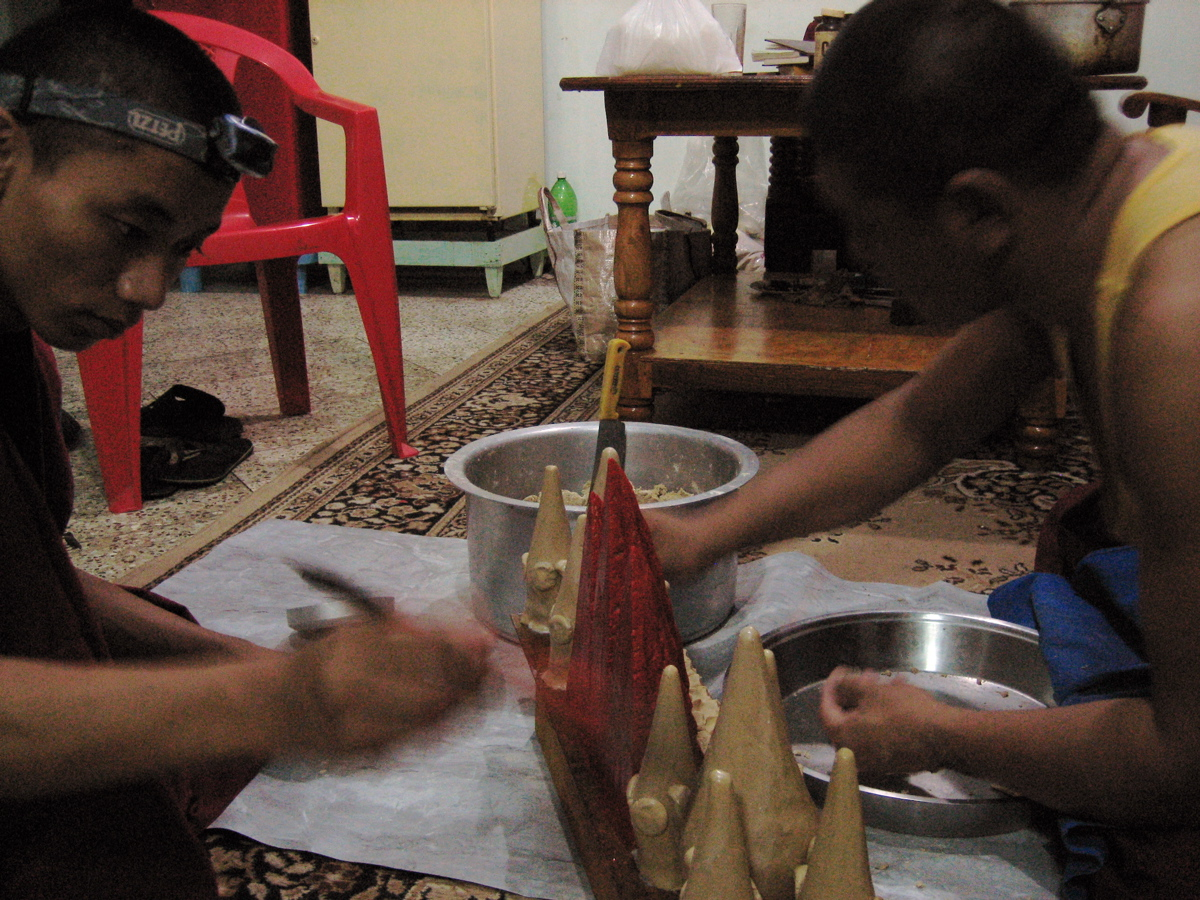
制作朵玛

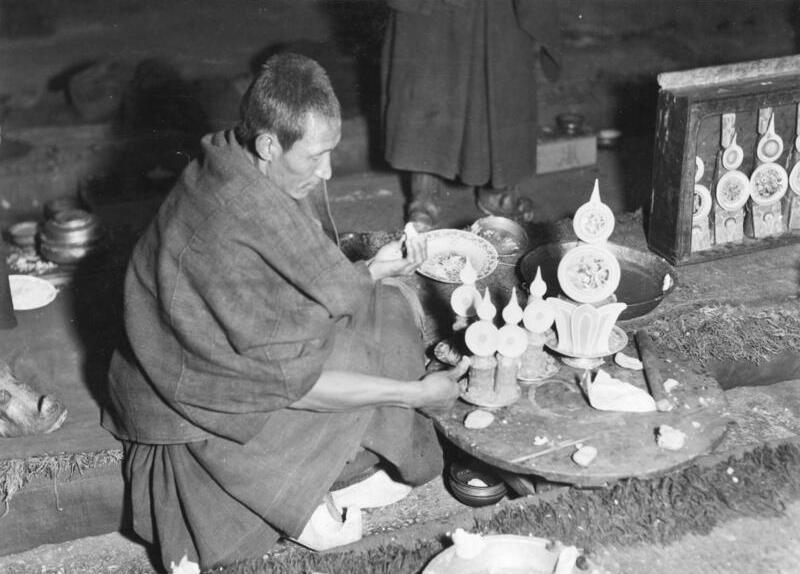
制作朵玛的色拉寺僧人，拍摄于1939年

朵玛（藏語：གཏོར་མ།，威利转写：gtor ma，THL：Tor-ma，梵语：巴苓達Balingta或內威疊nayviday），也称食子、朵马、多玛、祭食，藏传佛教中，以糌粑或熟麦粉与酥油作成，用以供养佛、菩萨、本尊或诸神，或施食众鬼的一种面塑食品。它们会被染成不同的颜色，但主体一般为白色或红色。根据不同的用途可以做成不同的形状，通常为圆锥形。尽管朵玛一般很小，可以直接放置在佛龛或托盘上，但盛大节日中，也会制作大型的朵玛。
其原料主要是三白三甜（乳、酪、酥油、冰糖、蜂蜜）依不同的地區會有些許的原料變動，如印度供神的團狀食物應該是朵瑪的原型，獻供事部、行部、瑜伽部的本尊基本上都是使用白食子（藏音：噶朵），供養無上瑜伽部及護法大多是用紅食子（藏音：瑪朵）並在原料中加入內供甘露。
太阳之塔造型灵感来自“朵玛”。

## 历史
供奉糕点的传统在藏传佛教形成之前就已经存在了，传统的印度供奉糕点在梵语中被称为“bali”或“balingha”，当然它不是锥形的，而是饼形的。
巴令：華言為祭食之一，為供養獻祭之物的意思，於蘇悉地經獻食品中說以圓根長根諸果、酥餅油餅諸羹、種種粥與飲食來獻給諸部的佛菩薩或是世間神鬼夜叉，此經又講獻三種等級的諸果得三種不同的成就，修持哪種事業應獻那種的食物，以及供物的製作方法和不能參入的材料。
在藏语中，“朵”（གཏོར）的含义是“放”、“抛”，而“玛”（མ）的含义是“大地”或“母亲”。

## 种类
朵玛有着不同的用途，有的是为了在仪式中放在佛龛上或代替神佛，有的则是为了安抚精神、积累功德或消除业障。制作朵玛，大多是用青稞粉和酥油，但传统上，其它一些成分，如蛋、奶、糖、蜂蜜，甚至是肉，都可根据朵玛的用途而被用到。

## 本尊朵瑪
製作上較為精細、大型、酥油花片色彩較為華麗、部份本尊朵瑪形狀會與本尊的持物（三昧耶物）有關，朵瑪頂端會有弓形花飾，中間有些會放上本尊的小唐卡或用酥油捏成種子字及持物的花片，上方會插上小幢傘、或是日月那達標誌。主要是作為修行者供養的所依物（如佛像），所以會對朵瑪進行開光與裝藏，見到朵瑪就如同見到本尊。

## 獻供朵瑪
依照不同的傳承本尊儀軌會有不同的獻供朵瑪，例如獻供度母的儀軌就會使用白色的一錐形貼有酥油花片，底層周圍有四蓮瓣的食子，一般事部本尊的獻供食子差異性不大，但獻供於無上瑜伽部本尊的食子通常形狀不一。

## 脚注
1. ↑  The Tibet Album Glossary 的存檔，存档日期2008-07-01.
2. ↑  Beer (2003) pp. 212-220
3. ↑  Kongtrul (2002) p. 172
4. ↑  Kongtrul (1998) p. 129
5. ↑  Kongtrul (1998) p. 199
6. ↑  Martin (1996) p. 336
7. ↑  Beer (2003) p. 212
8. ↑  Thrangu Rinpoche (2004) p. 171
9. ↑  Beer (2003) pp. 214